# Pierre Chartier (peintre)
 (août 2009).
Si vous disposez d'ouvrages ou d'articles de référence ou si vous connaissez des sites web de qualité traitant du thème abordé ici, merci de compléter l'article en donnant les références utiles à sa vérifiabilité et en les liant à la section « Notes et références ».
Pour les articles homonymes, voir Chartier et Pierre Chartier.
Pierre Chartier (1894-1980) est un peintre français du XXe siècle.

## Biographie
Pierre Chartier est né en 1894 à Épernay dans la Marne. Très tôt il est attiré par la peinture et le dessin : il réalise de nombreuses caricatures de ses professeurs sous la signature "BIJ". Il fréquente l'école des Beaux-arts de Paris pendant un temps. Il fuit Épernay à cause de la guerre et arrive à Chambon-sur-Voueize dans la Creuse en 1940. Il s'isole peu à peu, se consacrant entièrement à son œuvre jusqu'à la fin de sa vie. Il a exposé au Salon des indépendants en 1929 et 1937 au côté d'Édouard Vuillard. Il rencontra des peintres célèbres tels que Matisse ou Picasso lors de séjours sur la Côte d'azur. Il meurt en 1980 laissant une grande quantité de tableaux.

## Influences
Pierre Chartier a été influencé par les impressionnistes, puis par le fauvisme. C'est un peintre figuratif marqué par les peintres de la fin du XIXe siècle et du début du XXe qui a traversé son époque sans être influencé par la peinture abstraite. On peut également signaler l'influence de Bonnard ou Vuillard.

## Association "Les amis de Pierre Chartier"
En avril 2009 une association visant à promouvoir, recenser et classer les œuvres de Pierre Chartier ainsi que l'organisation d'expositions a été créée : Les Amis de Pierre Chartier. Cette association siège à Chambon-sur-Voueize.